# Spathiphyllum friedrichsthalii
Spathiphyllum friedrichsthalii Schott – gatunek wieloletnich, wiecznie zielonych roślin zielnych z rodzaju skrzydłokwiat, z rodziny obrazkowatych, występujący na obszarze od południowo-wschodniego Meksyku do Kolumbii, zasiedlający równikowe lasy deszczowe.